# Hutcheonite
L'hutcheonite (simbolo IMA:Htn) è un minerale e un silicato molto raro del supergruppo del granato e del gruppo della schorlomite con la composizione chimica idealizzata Ca3Ti2Al2SiO12.
Strutturalmente appartiene alla famiglia dei nesosilicati.

## Etimologia e storia
Nel 1978, Koritnig e i suoi colleghi esaminarono i granati di cornubianite calcarea nella cava di Bärenstein nella valle di Radau (Harzburg), che era già stata descritta da J. Fromme nel 1903 e da Georg Frebold nel 1928. Questi cristalli misti di schorlomite-morimotoite-grossularia ricchi di alluminio sono nella gamma della composizione dell'hutcheonite, ma non sono stati considerati un nuovo minerale.
L'8 febbraio 1969, un meteorite cadde nel nord del Messico e prese il nome dal luogo di cui l'ufficio postale fu risparmiato per un pelo, Pueblito de Allende. Questo meteorite Allende, una condrite carbonacee CV3, è tra i meteoriti meglio studiati al mondo ed è la località tipo di diversi minerali. Nel 2013, Chi Ma e Alexander N. Krot hanno scoperto una nuova specie di granato, che hanno chiamato in onore del fisico e cosmochimico Ian D. Hutcheon del Lawrence Livermore National Laboratory, in riconoscimento dei suoi numerosi contributi alla chimica del cosmo e dei meteoriti.

## Classificazione
L'attuale classificazione dell'Associazione Mineralogica Internazionale (IMA) colloca l'hutcheonite nel supergruppo del granato, dove forma il gruppo della schorlomite con 10 cariche positive sulla posizione del reticolo coordinato tetraedrico, insieme a kimzeyite, irinarassite, schorlomite, kerimasite e toturite.
L'obsoleta, ma ancora in uso, 8ª edizione della sistematica dei minerali secondo Strunz non elenca ancora l'hutcheonite. Dovrebbe trovarsi elencata insieme ad almandino, andradite, calderite, goldmanite, grossularia, henritermierite, hibschite, holtstamite, hydrougrandite, katoite, knorringite, majorite, morimotoite, piropo, schorlomite, spessartina, uvarovite, wadalite e yamatoite (screditata perché identica alla momoiite) con le quali forma il "gruppo dei granati" con il sistema nº VIII/A.08 nella sezione "Nesosilicati".
Anche la 9ª edizione della sistematica minerale di Strunz, in vigore dal 2001, non conosce ancora la hutcheonite. Qui dovrebbe essere classificata nel sottogruppo nº 9.AD.25 nella classe dei "Nesosilicati". Questa viene ulteriormente suddivisa in base all'eventuale presenza di altri anioni e alla coordinazione dei cationi coinvolti, in modo che il minerale sia classificato in base alla sua composizione nella suddivisione "Nesosilicati senza anioni aggiuntivi; cationi in coordinazione [6] e/o maggiore". Anche i granati irinarassite, kerimasite, toturite, menzerite-(Y) ed eringaite, che sono state descritte dopo il 2001, sono state classificate in tale gruppo.
Anche la classificazione dei minerali di Dana, che è utilizzata principalmente nel mondo anglosassone, classificherebbe l'hutcheonite nella divisione dei "minerali nesosilicati". Qui sarebbe elencata insieme a kimzeyite, schorlomite e morimotoite nel "Gruppo dei granati (serie delle schorlomiti-kimzeyiti)" con il sistema nº 51.04.03c all'interno della suddivisione "Nesosilicati: gruppi SiO4 solo con cationi in coordinazione [6] e/o maggiore".

## Chimica
L'hutcheonite è l'analogo dell'alluminio della schorlomite e forma cristalli misti complessi principalmente con kimzeyite, schorlomite, grossularia e morimotoite. La composizione misurata dalla località tipo è:
{\displaystyle \mathrm {^{[X]}Ca_{2,99}\,^{[Y]}(Ti_{1,53}^{4+}Mg_{0,25}Al_{0,17}Fe_{0,05}^{2+}V_{0,03}^{3+})\,^{[Z]}(Si_{1,68}Al_{1,32})O_{12}} },
dove {\displaystyle {\ce {[X], [Y]}}} e {\displaystyle {\ce {[Z]}}} indicano le posizioni nella struttura granata.
Ciò corrisponde a una miscela di hutcheonite al 66% (Ca3Ti2Al2SiO12) con il 22% di morimotoite-Mg (Ca3Ti(Mg,Fe)2+Si3O12) corrispondente alla reazione di scambio:
{\displaystyle \mathrm {^{[Y]}Ti^{4+}+2\,^{[Z]}Al^{3+}=\,^{[Y]}(Mg,Fe)^{2+}+2\,^{[Z]}Si^{4+}} },
e 12% di grossularia [Ca3(Al,V3+)2Si3O12] secondo la reazione di scambio:
{\displaystyle \mathrm {^{[Y]}Ti^{4+}+\,^{[Z]}Al^{3+}=\,^{[Y]}(Al,V^{3+})+\,^{[Z]}Si^{4+}} }

## Abito cristallino
La hutcheonite cristallizza nel sistema cubico nel gruppo spaziale Ia3d (gruppo nº 230) con 8 unità di formula per cella unitaria. Il cristallo misto naturale della località tipo ha costante di reticolo pari ad a = 11.843 Å.
La struttura è quella del granato. Il calcio (Ca2+) occupa la posizione {\displaystyle {\ce {X}}} dodecaedrica circondata da 8 ioni ossigeno, il titanio (Ti4+) occupa la posizione {\displaystyle {\ce {Y}}} ottaedrica circondata da 6 ioni ossigeno e la posizione {\displaystyle {\ce {Z}}} tetraedrica circondata da 4 ioni ossigeno è occupata da alluminio (Al3+) e silicio (Si4+).

## Origine e giacitura
La hutcheonite è stata trovata sotto forma di cristalli di pochi micrometri in inclusioni ricche di calcio e alluminio (CAI) nel meteorite Allende.
La località tipo dell'hutcheonite è il meteorite Allende, una condrite CV3 carbonacea proveniente da Pueblito de Allende, Chihuahua, Messico. I minerali compagni sono la monticellite, la grossularia, la wadalite e l'adrianite. Si pensa che la hutcheonite si formi nei meteoriti durante la conversione di melilite, perovskite e Ti-Al-diopside da fluidi ferro-alcalini allogeni.
Si forma {\displaystyle 3-4\cdot 10^{9}} anni dopo la formazione CAI a temperature inferiori a 600 °C, ad esempio attraverso la reazione
{\displaystyle \mathrm {3(melilite)+Al,Ti-diopside+Cl_{(aq)}+6.12H_{2}O_{(l)}=0.17(adrianite)+hutcheonite+1.5(monticellite)+0.88(grossularia)+0.5(kushiroite)+1.39Ca_{(aq)}+0.05Al_{(aq)}+0.04SiO_{2(aq)}+6.12H_{2(g)}} }
A parte la sua località tipo, il meteorite Allende, Pueblito de Allende, Chihuahua, Messico, il granato ricco di hutcheonite è stato finora (2017) rilevato solo in inclusioni di roccia calcarea del Gabbro nelle montagne dell'Harz, nella valle di Radau, in Germania.